# Триатлон на Летњим олимпијским играма 2012.
Триатлон се на Летњим олимпијским играма 2012. у Лондону појавио по четврти пут (дебитовао на играма у Сиднеју 2000). Такмичења су се одржала 4. и 7. августа у лондонском Хајд парку уз учешће укупно 110 триатлонаца (по 55 у мушкој и женској конкуренцији).

## Освајачи медаља
| Дисциплине | Злато           | Резултат | Сребро        | Резултат | Бронза          | Резултат |
|            |                 |          |               |          |                 |          |
| Мушкарци   | Алистер Браунли | 1:46:25  | Хавијер Гомез | 1:46:36  | Џонатан Браунли | 1:46:56  |
| Жене       | Никола Шпириг   | 1:59:48  | Лиза Норден   | 1:59:46  | Ерин Деншам     | 1:59:50  |

## Формат такмичења
Триатлон чине три дисциплине: пливање на 1.500 метара, друмски бициклизам на 40 км и трчање на 10 км.
Такмичење је одржано у највећем лондонском краљевском парку Хајд парку. Пливачки део је одржан на језеру Серпентајн које се налази у централном делу парка и посебно за ту намену на језеру је постављен понтон који је представљао стартну позицију за пливање. Бициклистички део почиње код излаза Краљице Мајке, рута даље пролази између осталог и крај Бакингемске палате, након чега се враћа у парк где триатлонци возе четири последња круга око језера.
У парку је у току игара постављена привремена трибина капацитета 3.000 места, те ограда висине 3 метра којом је окружено цело борилиште. По први пут су такмичари због казни паузирали у посебним боксовима уместо досадашњих бонус минута које су се додељивале на коначно време на крају трке.

## Квалификације
Квалификациони период у триатлону за игре 2012. трајао је од 1. јуна 2010. до 30. маја 2012. године. На основу ранг листе успешности у поменутом периоду квалификовало се најбољик 39 такмичара, затим 5 континенталних првака, 3 најуспешнија такмичара на светским квалификацијама, а преостала места су додељена на основу позивница. Сваки НОК је максимално могао да пријави по 3 такмичара у обе конкуренције (укупно 6). Учествовало је укупно 39 држава са 110 такмичара, по 55 у обе конкуренције.
| НОК              | Мушкарци | Жене | Укупно |
| ---------------- | -------- | ---- | ------ |
| Аргентина        | 1        |      | 1      |
| Аустралија       | 3        | 3    | 6      |
| Аустрија         | 1        | 1    | 2      |
| Белгија          | 1        | 1    | 2      |
| Бермуда          | 1        | 1    | 2      |
| Бразил           | 2        | 1    | 3      |
| Канада           | 3        | 2    | 5      |
| Чиле             | 1        | 1    | 2      |
| Кина             | 1        | 1    | 2      |
| Колумбија        | 1        |      | 1      |
| Костарика        | 1        |      | 1      |
| Чешка            | 2        | 2    | 4      |
| Данска           |          | 2    | 2      |
| Еквадор          |          | 1    | 1      |
| Француска        | 3        | 3    | 6      |
| Немачка          | 3        | 3    | 6      |
| УК               | 3        | 3    | 6      |
| Мађарска         |          | 1    | 1      |
| Ирска            | 1        | 1    | 2      |
| Италија          | 2        | 1    | 3      |
| Јапан            | 2        | 3    | 5      |
| Маурицијус       |          | 1    | 1      |
| Мексико          | 1        | 1    | 2      |
| Монако           | 1        |      | 1      |
| Холандија        |          | 2    | 2      |
| Нови Зеланд      | 3        | 3    | 6      |
| Пољска           | 1        | 2    | 3      |
| Португал         | 2        |      | 2      |
| Русија           | 3        | 2    | 5      |
| Словачка         | 1        |      | 1      |
| Словенија        |          | 1    | 1      |
| Јужна Африка     | 1        | 2    | 3      |
| Јужна Кореја     | 1        |      | 1      |
| Шпанија          | 3        | 3    | 6      |
| Шведска          |          | 1    | 1      |
| Швајцарска       | 2        | 2    | 4      |
| Украјина         | 1        | 1    | 2      |
| САД              | 2        | 3    | 5      |
| Зимбабве         | 1        |      | 1      |
| Укупно: 39 НОК-а | 55       | 55   | 110    |

## Сатница
| Дисциплина      | Датум     | Време старта |
| --------------- | --------- | ------------ |
| Женски триатлон | 4. август | 9:00         |
| Мушки триатлон  | 7. август | 11:30        |

Сатница је по британском летњем времену

## Биланс медаља
| Ранг   | Држава               | Злато | Сребро | Бронза | Укупно |
| 1      | Уједињено Краљевство | 1     | 0      | 1      | 2      |
| 2      | Швајцарска           | 1     | 0      | 0      | 1      |
| 3      | Шпанија              | 0     | 1      | 0      | 1      |
| 3      | Шведска              | 0     | 1      | 0      | 1      |
| 5      | Аустралија           | 0     | 0      | 1      | 1      |
| Укупно | Укупно               | 2     | 2      | 2      | 6      |